# Длуге (Томашівський повіт)
Длуге (пол. Długie; укр. Довге) — частина села Переорськ у Польщі, в Люблінському воєводстві Томашівського повіту, ґміни Томашів.

## Історія
Первісним населенням Длуге були русини-лемки, які компактно проживали на своїх історичних землях. 